# 田中省己
田中 省己（たなか せいみ、1978年3月29日 - ）は、日本のドリフトドライバー、ガソリンスタンド社員（副店長）。大阪府出身、三重県在住。

## プロフィール
- 身長：163cm[1]
- 体重：55kg[1]
- 血液型：Rh+B型[1]
- ニックネーム：せーみ、せーみプロ[1]、田中ナイジェリア

## 来歴
18歳の頃、運転免許を取ると同時期にS13型シルビアを購入。友人に連れられ駐車場でサイドターンを練習した後、峠の走り屋となった。
2007年からD1ストリートリーガル（D1SL）に参戦を開始。優勝こそないものの安定してシリーズポイントを獲得していた。車両は当初はS14型シルビアを使用し、後にS13型シルビアベースのワンビアに変更した。
2011年、第4戦鈴鹿ツインサーキットにて初優勝、その後最終戦の名阪スポーツランドでも優勝し、シリーズチャンピオンとなった。
2012年からD-MAXよりD1グランプリ（D1GP）に参戦、マシンはD1SLで使用したワンビアを引き続き使用した。また並行してD1SLにも参戦を続けた。
2013年はD1SLから撤退し、D1GPに参戦カテゴリーを絞った。大きなチーム体制の変更はないが、マシンをS15型シルビアにチェンジ。
2014年以降はD-MAXのサポートがなくなり、自身のチームSEIMI STYLE DRIFTから参戦。マシンは変わらずS15型シルビアを使用。
2016年にはフォーミュラ・ドリフト ジャパンにも参戦していた。
2019年には使用タイヤをそれまでのTOYO TIREからFIVEX TIREに変更した。その後2020年・2021年はSAILUN TIREを、2022年はVITOUR TIREを使用した。
2023年からはSHIBATIRE RACINGに移籍、タイヤもシバタイヤを使用。2023年は最終戦までシリーズ争いを繰り広げ、最終的に自己最高位のシリーズ4位で終えた。

## 人物
- 普段は三重県内のガソリンスタンドに勤務している。仕事の傍らレース活動を行っており、休日はほとんどレースや後述のイベント主催・審査員などの活動に充てているという[3]。参戦費用を賄うために、個人スポンサーの募集も行っている[4]。
- ドリフト練習会の「SEIMI STYLE DRIFTスクール」（せーみスクール）を開催しており、主催者兼講師として参加者にドリフト技術を教えている。また、ドリフトイベントのMCや審査員なども務めている。